# Waray-waray-språkiga Wikipedia
Waray-waray-språkiga Wikipedia är en språkversion av Wikipedia på waray-waray, det fjärde största språket på Filippinerna. Den har för närvarande 1 266 652 artiklar.